# Alejandro Edda (actor)
Alejandro Edda (Puebla, 17 de mayo de 1984) es un actor mexicano, más conocido por sus papeles de Marco Rodríguez en la serie de televisión AMC Fear the Walking Dead (2016) y Joaquín "El Chapo" Guzmán en la serie original de Netflix Narcos: México (2018-2021). Sus papeles de voz en videojuegos incluyen Gustavo en Uncharted 4: A Thief's End, el agente Ricardo "Ricky" Sandoval en Ghost Recon: Wildlands (2017) y Manny en The Last of Us Part II (2020).
También ha aparecido en papeles para películas de Hollywood, como Pancho el policía en la comedia romántica Sundown (2016), Big Jim en Reality High (2017) y Jorge Luis Ochoa Vásquez en American Made (2017).
Edda también apareció en la película de acción y terror The Forever Purge, que se estrenó en cines en julio de 2021.

## Primeros años
Edda nació en Puebla, México en 1984. Después de la secundaria, estudió artes en el Conservatorio Ruso de Ciudad de México. Al final de su último año, fue a reunirse con su madre en San Francisco, Estados Unidos, para seguir la carrera de actor.
Después se trasladó a Los Ángeles y estudió en el Meisner Acting Studio.

## Carrera
Antes de su carrera como actor, Edda solía ser repartidor de vino, pero fue despedido antes de ser despedido también de su trabajo como aparcacoches. Edda comenzó su carrera como actor apareciendo en anuncios para Domino's Pizza.
Tras una serie de cortometrajes, Edda se unió al reparto de la serie de televisión The Bridge en 2013, durante ocho episodios. El actor continúa su irrupción en Estados Unidos interpretando papeles secundarios en otras series como Fear the Walking Dead y Arma Letal.
En 2017, formó parte del reparto de la película American Made dirigida por Doug Liman y distribuida por Universal Pictures. En este thriller, interpreta el papel de Jorge Ochoa, un narcotraficante miembro fundador del Cártel de Medellín. Esta película supone su primer éxito de taquilla.
Edda también apareció como la voz y la captura de movimiento de Gustavo en el videojuego para PlayStation 4 de 2016 Uncharted 4: A Thief's End, con los también actores de voz Nolan North y Brandon Scott.
En 2018, apareció en el biopic Cocaine Godmother sobre la narcotraficante Griselda Blanco. Ese mismo año, aparece como Joaquín "El Chapo" Guzmán, líder del Cártel de Sinaloa en la serie original de Netflix Narcos: México, que cuenta con la participación de talentosos actores como Diego Luna y Michael Peña. Su personaje ha aparecido en la tercera y última temporada de la serie, que ha resultado ser el final de la misma que se emitió el 5 de noviembre de 2021, con Bad Bunny uniéndose al reparto de la serie.
Posteriormente, puso la voz y la captura de movimiento de Manny en el videojuego de PlayStation 4 The Last of Us Part II. La directora de casting de Naughty Dog, Becky Todd, se puso en contacto con Edda mientras pasaba las Navidades con su abuela en México, informándole de que Neil Druckmann quería hablar con él; ambos hablaron por teléfono, y Druckmann le ofreció el papel de Manny. Edda, que tenía poca experiencia en videojuegos, aceptó porque le pareció una experiencia única y creativa. Durante la producción, Druckmann permitió a Edda ser creativo con su interpretación, añadiendo pequeños detalles al personaje según considerara oportuno; por ejemplo, Edda consideró que Manny bebería mezcal en lugar de whisky, como se había sugerido en el guion, y se cambió la línea. El diseño de Manny se basó en el aspecto físico de Edda, lo que añadió más tiempo a su trabajo en el juego; trabajó en él durante unos dos años.
Apareció en el papel de Trinidad "T.T." Toledo, un peón mexicano, en la película de acción y terror de 2021, y en la quinta película de la franquicia The Purge, The Forever Purge, dirigida por Everardo Gout y protagonizada por Ana de la Reguera, Tenoch Huerta (con quien coprotagonizó Narcos: México), Josh Lucas, Cassidy Freeman y Will Patton.

## Vida personal
El 17 de julio de 2009, Edda se casó con Aura Serna y actualmente reside en Los Ángeles. Tiene dos hijos Luciano Edda (nacido en marzo de 2009) y Paolo Edda (nacido en febrero de 2014). Posteriormente se nacionalizó estadounidense.

### Juicio a Joaquín "El Chapo" Guzmán
El 28 de enero de 2019, Edda fue uno de los testigos que estuvo presente en el juicio del verdadero Joaquín "El Chapo" Guzmán cuando aprovechó la oportunidad de ver cómo el verdadero señor del crimen en persona era acusado de múltiples cargos de narcotráfico. La comparecencia del actor entre los testigos de la undécima semana del juicio se produjo en la Corte Federal de Brooklyn.
Según un reportaje de CNN, Edda afirma que "era una oportunidad única". También dice que "qué mejor que ver al hombre en la vida real, aprender sus gestos".

## Filmografía

### Cine
| Año  | Título                       | Rol                      | Notas                     |
| ---- | ---------------------------- | ------------------------ | ------------------------- |
| 2007 | Have Love, Will Travel       | Freddy                   |                           |
| 2009 | Hacia la vida                | Salvador                 |                           |
| 2009 | Wake Up                      |                          | Cortometraje              |
| 2009 | Brothers in Blood            | Fernando                 | Cortometraje              |
| 2010 | Chips and Salsa              | Bruno                    | Cortometraje              |
| 2011 | Inspector Sanchez            | Julio Sanchez            | Cortometraje              |
| 2013 | Adán                         | Martin                   | Cortometraje              |
| 2013 | Maria Bonita                 | Lampiao                  | Cortometraje              |
| 2013 | Enemy Empire                 | Ongel                    |                           |
| 2014 | Firecracker                  |                          | Cortometraje              |
| 2014 | Internet Dating              | Robert                   | Cortometraje              |
| 2016 | Sundown                      | Pancho the Cop           |                           |
| 2017 | Blind Trust                  | Alex                     |                           |
| 2017 | American Made                | Jorge Luis Ochoa Vásquez | [ 1 ]                     |
| 2017 | Reality High                 | Big Jim                  |                           |
| 2018 | el Bus                       | Uriel                    | Cortometraje              |
| 2018 | Happy New Year Tijuana       | Luis                     |                           |
| 2018 | Perfecto's Dream             | Taxista                  | Cortometraje              |
| 2019 | The Long Way                 | Marcos                   |                           |
| 2021 | COVID-19... Sins and Virtues | Nick                     |                           |
| 2021 | The Forever Purge            | Trinidad "T.T." Toledo   | [ 8 ] [ 9 ] [ 10 ] [ 11 ] |
| 2021 | Daughters of Witches         | Danny                    | Cortometraje              |
| TBA  | Infatuacion                  | Jorge                    | Pre-producción            |

### Televisión
| Año           | Título                            | Rol                              | Notas                                                                  |
| ------------- | --------------------------------- | -------------------------------- | ---------------------------------------------------------------------- |
| 2013–2014     | The Bridge                        | Alejandro / Juárez Cop           | 8 episodios                                                            |
| 2016          | Fear the Walking Dead             | Marco Rodriguez                  | 4 episodios                                                            |
| 2016          | Lethal Weapon                     | Luis Caldera                     | Episodio: "Fashion Police"                                             |
| 2017          | Chance                            | Captain                          | Episodios: "An Infant, A Brute or a Wild Beast" and "A Madness of Two" |
| 2018          | Cocaine Godmother                 | Rodolfo "Rudi"                   | Programa de TV                                                         |
| 2018–2021     | Narcos: Mexico                    | Joaquín "El Chapo" Guzmán        | Reparto principal 30 episodios                                         |
| 2019–presente | DreamWorks Dragons: Rescue Riders | Cindel (voz)                     | Elenco recurrente                                                      |
| 2020          | Popternative                      | Él mismo                         | Episodio: "Alejandro Edda"                                             |
| 2021–presente | Hooves Forward                    | Felipe the Campolina Horse (voz) | Elenco recurrente                                                      |
| 2022          | Snowfall                          | Ruben                            | Episodio: "Revolutions"                                                |

### Videojuegos
| Año  | Título                     | Rol                        | Notas                       |
| ---- | -------------------------- | -------------------------- | --------------------------- |
| 2016 | Uncharted 4: A Thief's End | Gustavo                    | Voz y captura de movimiento |
| 2017 | Ghost Recon: Wildlands     | Agent Ricky Sandoval (voz) |                             |
| 2020 | The Last of Us Part II     | Emanuel "Manny" Alvarez    | Voz y captura de movimiento |

## Enlsces externos
- Alejandro Edda en Internet Movie Database (en inglés).
- Alejandro Edda en Instagram
- Alejandro Edda en X (antes Twitter)

- Datos: Q44737662